# Avan (Umeå socken, Västerbotten)
Avan är en sjö i Umeå kommun i Västerbotten och ingår i Tavelåns huvudavrinningsområde. Sjön har en area på 0,379 kvadratkilometer och ligger 106 meter över havet. Avan ligger i samhället Tavelsjö och står i förbindelse med Tavelsjön genom det smala sund som kallas för Noret.

## Delavrinningsområde
Avan ingår i det delavrinningsområde (711172-170873) som SMHI kallar för Utloppet av Avan. Medelhöjden är 142 meter över havet och ytan är 8,84 kvadratkilometer. Det finns inga avrinningsområden uppströms utan avrinningsområdet är högsta punkten. Vattendraget som avvattnar avrinningsområdet har biflödesordning 3, vilket innebär att vattnet flödar genom totalt 3 vattendrag innan det når havet efter 50 kilometer. Avrinningsområdet består mestadels av skog (47 procent), öppen mark (18 procent) och jordbruk (26 procent). Avrinningsområdet har 0,38 kvadratkilometer vattenytor vilket ger det en sjöprocent på 4,3 procent.